# Тобол
Тобо́л (каз. Тобыл) — река в Казахстане и России, левый и самый многоводный приток Иртыша. Длина реки — 1591 км, площадь водосборного бассейна — 426 000 км².

## Этимология
Название происходит от тюркского слова «тубылгы» — таволга.
И. П. Фальк считал, что название Тобол происходит от имени хана Тоболака, либо от названия его города Тобол-Тура.

## География
Тобол образуется при слиянии реки Бозбие с рекой Кокпектысай на границе восточных отрогов Южного Урала и Тургайской столовой страны. Среднее и нижнее течение реки — в пределах Западно-Сибирской равнины в широкой долине с извилистым руслом. В бассейне Тобола около 20 тысяч озёр общей площадью 9000 км². Правый берег возвышается над левым, так как Тобол протекает над глубинным разломом земной коры и разграничивает Курганский синклинорий и Тоболо-убаганское поднятие.
На территории Костанайской области на левом берегу располагается могильник начала нашей эры.

## Гидрология
Питание в основном снеговое, вниз по течению возрастает доля дождевого. Половодье с 1-й половины апреля до середины июня в верховьях и до начала августа в низовьях. Среднегодовой расход воды — в верхнем течении (898 км от устья) 26,2 м³/с, в устье 805 м³/с (максимальный соответственно 348 м³/с и 6350 м³/с). Средняя мутность 260 г/м³, годовой сток наносов 1600 тысяч тонн. Замерзает в низовьях в конце октября — ноябре, в верховьях в ноябре, вскрывается во 2-й половине апреля — 1-й половине мая.

## Экология
Река загрязнена. По Костанайской области отмечено превышение ПДК по некоторым тяжёлым металлам, реку отнесли к загрязнённым водным объектам.

## Ихтиофауна
Тобол богат рыбой. В верхнем и среднем течении реки и её стариц ловятся: окунь, щука, плотва, язь, голец, пескарь, ёрш, судак, лещ, карась, карп.
Нижний участок Тобола от реки Исеть до устья наиболее интересен для рыбалки. Здесь также водятся: стерлядь, муксун, нельма, сибирский осётр, есть шанс поймать чира.

## Притоки
Наиболее крупные притоки реки: слева — Уй, Исеть, Тура, Тавда (последние два имеют судоходное значение); справа — Убаган.
(указано расстояние от устья)
- 6,7 км: Заимка
- 7,1 км: Суклёмка
- 26 км: река без названия
- 53 км: Турба
- 63 км: Аталык
- 85 км: Шестаковка
- 116 км: Тавда
- 123 км: Нерда
- 171 км: река без названия
- 184 км: Иска
- 190 км: Варваринская
- 232 км: Язевка
- 236 км Усалка
- 260 км: Тура
- 278 км: Тап
- 289 км: Юрга
- 343 км: Куличек
- 370 км: Бочанка
- 400 км: Коктюль
- 437 км: Исеть
- 457 км: Долгая
- 457 км: Ук
- 464 км: Березовка
- 490 км: Чёрная
- 494 км: Упоровка
- 520 км: Нияп
- 526 км: Емуртла
- 579 км: Суерь
- 667 км: Ик
- 671 км: Нижний Утяк
- 688 км: Чёрная
- 692 км: Средний Утяк
- 742 км: Утяк
- 746 км: Юргамыш
- 760 км: Боровлянка
- 768 км: Чёрная
- 782 км: Талица
- 816 км: Куртамыш
- 848 км: Нижняя Алабуга
- 868 км: Горькореченская
- 882 км: Алабуга
- 909 км: Убаган
- 976 км: Кочердык
- 994 км: Уй
- 1257 км: Аят
- 1418 км: Желкуар
- 1432 км: Шортанды (Чертанка)
- 1589 км: Кайракты
- 1591 км: Бозбие
- 1591 км: Кокпектысай

## Населённые пункты
Денисовка, Лисаковск, Рудный, Костанай, Курган, Ярково, Ялуторовск.

## Хозяйственное использование
Тобол судоходен на 437 км от устья. Сток реки зарегулирован рядом водохранилищ. Осуществляется сплав леса.
В Казахстане на реке сооружены Каратомарское и Верхнетобольское водохранилища.
Из реки идёт вода в Костанайский водопровод, обеспечивающий водой 41 населённый пункт и предприятия, находящихся на территории Мендыкаринского, Костанайского, Фёдоровского и Сарыкольского районов.